# Euxoa lowensis
Euxoa lowensis är en fjärilsart som beskrevs av Benjamin 1936. Euxoa lowensis ingår i släktet Euxoa och familjen nattflyn. Inga underarter finns listade i Catalogue of Life.